# Joaquín García (piłkarz)
Roberto Joaquín García (ur. 20 sierpnia 2001 w La Matanzie) – argentyński piłkarz grający na pozycji obrońcy w argentyńskim klubie Vélez Sarsfield. Młodzieżowy reprezentant Argentyny. Uczestnik Letnich Igrzysk Olimpijskich 2024 w Paryżu.